# اولین رقص
اولین رقص (به انگلیسی: First Dance) نام ترانه‌ای اثر خوانندهٔ نوجوان کانادایی، جاستین بیبر است که در نخستین اثر او با نام «دنیای من» منتشر شد. بیبر این ترانه را با همراهی خوانندهٔ سبک آر اند بی، آشر خوانده‌است.
سبک این ترانه آر اند بی و تین پاپ است.
نیویورک تایمز نوشته‌است که «موسیقی ترانهٔ اولین رقص همانند ترانهٔ تو تنها نیستی مایکل جکسون است.» این ترانه پس از انتشارش، در بدترین رده‌های جدول‌های موسیقی جهان قرار گرفت.

## ضبط
اولین رقص توسط بیبر، آشر جسی ویلسون ریان لووته، دایقت ریلوندز و الکساندر پرتی بوی فرش پارم جی‌آر نوشته شده است.
این ترانه در استودیوی آیکون و در شهر آتلانتا، جورجیا توسط جرمی استونز ضبط شد و توسط جایسن جوشوا و دیو پنسادو و با همکاری جیانکارلو لینو در استودیوی لارابی در شمال هالیوود، کالیفرنیا میکس شد.
دایقت رینولدز هم کیبورد ترانه را در دست داشت.
سبک اولین رقص آر اند بی ملایم است که کمی به سوی تین پاپ گرایش دارد.
بیبر شرح می‌دهد:
این یک ترانهٔ آروم و یکنواخت است که مردم می‌تونن با اون برقصن.
نیویورک تایمز می‌نویسد: «اولین رقص، تقلیدی است از ترانهٔ «تو تنها نیستی» مایکل جکسون.»

## رتبه

آشر یکی از نویسنده‌های این ترانه بود. او به عنوان آموزگار بیبر هم شناخته می شود.

بعد از انتشار آلبوم دنیای من و بعد از فروش دیجیتالی ترانهٔ اولین رقص؛ در آخر هفتهٔ ۵ دسامبر ۲۰۰۹، این ترانه در جدول بیلبورد ۱۰۰ اثر برتر و جدول ۱۰۰ اثر برتر کانادا به ترتیب در رتبه‌های ۹۹ و ۸۸ قرار گرفت.
اما در هفتهٔ بعد رتبهٔ اولین رقص در هر دو جدول، افول کرد.
همچنین این ترانه در هر دو جدول ذکر شده، پایین‌ترین رتبه را در بین ترانه‌های منتشر شده در آلبوم دنیای من داشت.
این ترانه در انگلستان هم در رتبهٔ ۱۵۶ قرار گرفت.

## دست‌اندرکاران
- ترانه‌سرا: جاستین بیبر، آشر، جسی ویلسون[و ۷]، ریان لووته[و ۸]، دایقت ریلوندز[و ۹]، الکساندر پرتی بوی فرش پارم جی‌آر[و ۱۰]
- تهیه‌کننده: پرتی بوی فرش[و ۱۱]
- ضبط صدا: جرمی استونسون[و ۱۲]
- میکس‌کننده: جایسن-جوشو فولر[و ۱۳]، دیو پنسادو[و ۱۴] و با همکاری جیان کارلو لینو[و ۱۵]

منبع

## جدول‌ها
| جدول (۲۰۰۹)                       | رتبه در جدول |
| --------------------------------- | ------------ |
| کانادا (جدول ۱۰۰ اثر برتر کانادا) | ۸۸           |
| تک‌آهنگ‌های انگلستان                | ۱۵۶          |
| ۱۰۰ اثر برتر بیلبورد              | ۹۹           |

## واژه‌نامه
1. ↑  RBMG
2. ↑  Icon Studios
3. ↑  Jeremy Stevens
4. ↑  Jaycen Joshua
5. ↑  Larrabee Studios
6. ↑  Dwight "Skrapp" Reynolds
7. ↑  Jesse Wilson
8. ↑  Ryan Lovette
9. ↑  Dwight Reynolds
10. ↑  Alexander "Prettyboifresh" Parhm, Jr
11. ↑  Prettyboifresh
12. ↑  Jeremy Stevenson
13. ↑  Jaycen-Joshua Fowler
14. ↑  Dave Pensado
15. ↑  Giancarlo Lino
16. ↑  Canada (Canadian Hot 100)
17. ↑  تک‌آهنگ‌های انگلستان (شرکت رسمی جداول)
18. ↑  US Billboard Hot ۱۰۰